# Стаффорд, Маргарет
Маргарет де Стаффорд (англ. Margaret de Stafford; ок. 1364 — 9 июня 1396) — дочь Хью де Стаффорда, 2-го графа Стаффорда, и Филиппы де Бошан, 1-я жена Ральфа де Невилла (ок. 1364 — 21 октября 1425), 4-го барона Невилла из Рэби, в будущем — 1-го графа Уэстморленда.

## Биография
Маргарет происходила из английского рода Стаффордов и была старшей из дочерей Хью де Стаффорда, 2-го графа Стаффорда, от брака с Филиппой де Бошан, дочерью Томаса де Бошан, 11-го графа Уорика. Возможно она родилась около 1464 года.
Около 1382 года Маргарет была выдана замуж за Ральфа де Невилла, старшего сына и наследника Джона де Невилла, могущественного и богатого барона, владевшего землями в Северо-Восточной Англии. После смерти Джона Невилла Ральф унаследовал все его владения и титул барона Невилла из Рэби.
В браке у Маргарет родилось 8 или 9 детей: двое сыновей и 6 или 7 дочерей. 5 дочерей были выданы за северных лордов, вероятно таким образом Ральф Невилл стремился укрепить связи своей семьи с североанглийской знатью. Ещё одна дочь, Элизабет, по семейной традиции стала монахиней в аббатстве Минериз. Также, возможно, в этом браке родилась ещё одна дочь, Анастасия, которая умерла в младенчестве или ребёнком.
Маргарет умерла 9 июня 1396 года и была похоронена в Брансепете (графство Дарем). 
Вскоре после смерти Маргарет Ральф Невилл женился вторично — на Джоан Бофорт, незаконнорожденной и позже легитимизированной дочери Джона Гонта, герцога Ланкастера, от Кэтрин Суинфорд. В 1397 году он получил титул графа Уэстморленда. От второго брака у Ральфа также родилось многочисленное потомство. По завещанию Ральфа, составленному в 1424 году, он лишил детей, родившихся от первого брака, большинства владений, переданных детям от второго брака. Старший сын, Джон Невилл, умер раньше отца, его сын Ральф в завещании даже не упоминался. Ещё один сын, Ральф, женатый на дочери Джоан Бофорт от первого брака, по завещанию отца получал только маноры Байвелл и Стифорд в Нортумберленде. Основная же часть владений была унаследована сыновьями от второго брака. Ральф Невилл, унаследовавший в 1425 году титул графа Уэсморленда, в результате действий деда, которые названы историком Чарльзом Россом «амбициозным семейным мошенничеством», лишённый большей части законного наследства, безуспешно пытался его вернуть. Хотя по урегулированию 1443 года он смог получить Рэби, но остальные владения так и остались у потомков Джоан Бофорт. Во время войны Алой и Белой розы потомство 1-го графа Уэстморленда оказалось по разные стороны: внуки Маргарет Стаффорд были сторонниками Йорков, а дети и внуки Джоан Бофорт — Ланкастеров.

## Брак и дети
Муж: с ок. 1382 Ральф де Невилл (ок. 1364 — 21 октября 1425), 4-й барон Невилл из Рэби с 1388, 1-й граф Уэстморленд с 1397. Дети:
- Матильда (Мод) де Невилл (ум. октябрь 1438); муж: ранее 6 августа 1400 Пьер де Моле (ок. 1378 — 6 сентября 1415), 5-й барон Моле[5][6][8].
- Элис Невилл (ок. 1384 — ?); 1-й муж: сэр Томас Грей из Хитона (30 ноября 1384 — 3 августа 1415); 2-й муж: сэр Гилберт Ланкастер[5][6][8].
- Филиппа Невилл (ум. между 8 июля 1453 и 5 января 1458); муж: ранее 20 июля 1399 Томас Дакр (27 октября 1387 — 15 января 1458), 6-й барон Дакр с 1399[5][6][8]
- Джон Невилл (до 1387 — до 20 мая 1420), барон Невилл с 1397, хранитель Восточной Шотландской марки с 1414; его сын Ральф Невилл после смерти деда в 1425 году унаследовал титул графа Уэстморленда[5][6][8].
- Элизабет Невилл, монахиня в аббатстве Минериз[5][6][8].
- Анна Невилл; муж: ранее 3 февраля 1413 сэр Гилберт де Умфравиль (18 октября 1390 — 22 марта 1421)[5][6][8].
- Ральф де Невилл (ок. 1392 — 25 февраля 1458), барон Байвелла и Стифорда[5][6][8].
- Маргарет Невилл (ум. 1464/1465); 1-й муж: ранее 31 декабря 1413 Ричард Скруп (31 мая 1393 — 29 августа 1420), 3-й барон Сруп из Болтона с 1402; 2-й муж: Уильям Крессонер из Садбери[5][6][8].
- Анастасия Невилл[5][6].